# Giáo dục trung học
Giáo dục trung học (tiếng Anh: secondary education) là giai đoạn giáo dục diễn ra trong các trường trung học, theo sau giáo dục tiểu học. Ở hầu hết các quốc gia, giáo dục trung học thuộc giai đoạn giáo dục bắt buộc, trong khi ở một số quốc gia khác thì chỉ có giáo dục tiểu học hay giáo dục cơ bản mới mang tính chất bắt buộc.
Ở Việt Nam, giáo dục trung học và giáo dục tiểu học nằm trong giai đoạn gọi là giáo dục phổ thông. Giáo dục trung học còn được chia ra làm hai bậc: trung học cơ sở và trung học phổ thông: Giáo dục trung học cơ sở kéo dài bốn năm học, từ lớp sáu đến lớp chín. Điều kiện để vào lớp sáu là học sinh phải hoàn thành chương trình tiểu học. Giáo dục trung học cơ sở nhằm giúp học sinh củng cố và phát triển những kết quả của giáo dục tiểu học; có trình độ học vấn phổ thông cơ sở và những hiểu biết ban đầu về kĩ thuật và hướng nghiệp để tiếp tục học trung học phổ thông, trung học chuyên nghiệp, học nghề hoặc đi vào cuộc sống lao động. Giáo dục trung học phổ thông có thời gian ba năm học, từ lớp mười đến lớp mười hai. Để vào lớp mười học sinh phải tốt nghiệp trung học cơ sở. Giáo dục trung học phổ thông nhằm giúp học sinh củng cố và phát triển những kết quả của giáo dục trung học cơ sở, hoàn thiện học vấn phổ thông và những hiểu biết thông thường về kĩ thuật và hướng nghiệp để tiếp tục học đại học, cao đẳng, trung học chuyên nghiệp, học nghề, hoặc đi vào cuộc sống lao động. Chương trình đại học  thường kéo dài tối đa 4 năm học và chỉ kéo dài 1.5 năm khi đã học cao đẳng, cao đẳng học lâu hơn 1 năm khi không học bậc trung cấp, trung cấp học kéo dài lâu hơn tối đa 10 tháng sau khi tốt nghiệp bậc trung học phổ thông, tùy từng trường mà thời gian học sẽ kéo dài lâu hơn hoặc chậm hơn so với thời gian học của những trường học chuẩn quốc gia..

## Định nghĩa
Giáo dục trung học ở hầu hết các quốc gia là một giai đoạn trong quá trình giáo dục liên tục bắt buộc, chịu trách nhiệm cho sự phát triển của trẻ trong độ tuổi thiếu niên, giai đoạn phát triển nhanh nhất về thể chất, tinh thần và cảm xúc. Cấp độ giáo dục này là nơi các giá trị và thái độ hình thành ở trường tiểu học đã ăn sâu hơn cùng với việc tiếp thu kiến thức và kỹ năng mới.
—  Theo UNESCO, Secondary Education Reform: Towards a Convergence of Knowledge Acquisition and Skills Development, 2005
Phân loại giáo dục tiêu chuẩn quốc tế năm 1997 (ISCED) mô tả bảy cấp độ có thể được sử dụng để so sánh về giáo dục quốc tế. Với mỗi quốc gia, những cấp độ này có thể được thực hiện theo những cách khác nhau, với các độ tuổi khác nhau:
1. Cấp độ 0 - Giáo dục mầm non
2. Cấp độ 1 - Giáo dục tiểu học hoặc giai đoạn đầu của giáo dục cơ bản
3. Cấp độ 2 - Trung học cơ sở hoặc giai đoạn thứ hai của giáo dục cơ bản
4. Cấp độ 3 - Trung học phổ thông
5. Cấp độ 4 - Giáo dục sau trung học
6. Cấp độ 5 - Giai đoạn đầu tiên của giáo dục đại học
7. Cấp độ 6 - Giai đoạn thứ hai của giáo dục đại học

Trong hệ thống này, Cấp 1 và 2 - nghĩa là giáo dục tiểu học và trung học cơ sở - cùng nhau hình thành giáo dục cơ bản.
Ngoài ra, các quốc gia có thể gắn nhãn giáo dục trung học từ cấp 2 đến cấp 4 với nhau, cấp 2 và cấp 3 hoặc cấp 2 một mình. Các định nghĩa cấp độ này được đặt cùng nhau cho mục đích thống kê và cho phép thu thập dữ liệu so sánh trong nước và quốc tế. Chúng đã được Đại hội đồng UNESCO phê chuẩn tại phiên họp thứ 29 vào tháng 11 năm 1997.
Sự khởi đầu của giáo dục trung học cơ sở được đặc trưng bởi sự chuyển đổi từ một giáo viên quản lý một lớp (giáo viên cung cấp tất cả nội dung cho một nhóm học sinh) đến mỗi giáo viên phụ trách một môn học. Mục đích giáo dục của nó là hoàn thành việc cung cấp giáo dục cơ bản (từ đó hoàn thành việc cung cấp các kỹ năng cơ bản) và đặt nền móng cho việc học tập suốt đời.
Giáo dục trung học cơ sở có các tiêu chí sau:
- Đầu vào sau 6 năm học tiểu học (5 năm tiểu học với một số quốc gia)
- Giáo viên chỉ giảng dạy trong chuyên môn của họ.
- Tiếp tục các khóa học cấp 3, hoặc giáo dục nghề nghiệp, hoặc việc làm sau 9 năm hoặc hơn tổng số năm học.

Sự kết thúc của giáo dục trung học cơ sở thường trùng với sự kết thúc của giáo dục bắt buộc tại một số quốc gia.
(Cao trung) giáo dục trung học phổ thông bắt đầu khi hoàn thành giáo dục cơ bản, cũng có nghĩa là hoàn thành giáo dục trung học cơ sở. Trọng tâm giáo dục rất đa dạng tùy theo sở thích và định hướng tương lai của học sinh. Giáo dục ở cấp độ này thường là tự nguyện.
(Cao trung) giáo dục trung học phổ thông có các tiêu chí sau:
- Đầu vào sau 9 năm học cơ bản
- Tuổi điển hình khi nhập học là từ 14 đến 16 tuổi
- Tất cả các giáo viên có trình độ cấp 5 trong môn học họ đang giảng dạy
- tiếp tục các khóa học cấp 4 hoặc 5 hoặc đến việc làm trực tiếp.

Hoàn thành giáo dục trung học phổ thông (Cao trung) cung cấp các yêu cầu đầu vào cho giáo dục đại học cấp 5, các yêu cầu đầu vào cho giáo dục kỹ thuật hoặc dạy nghề (Cấp độ 4, khóa học đại học), hoặc trực tiếp vào nơi làm việc.
Thuật ngữ cho các trường trung học thay đổi theo từng quốc gia khác nhau.Các trường trung học cũng có thể được gọi là học viện, cao đẳng, thể dục, trường trung học cơ sở, lyceums, trường trung học phổ thông, trường dự bị, trường trung học, hoặc trường dạy nghề,... Để biết thêm thông tin về danh pháp, xem phần bên dưới theo quốc gia.

### Thuật ngữ giáo dục trung học tại các quốc gia
- Argentina: secundaria hoặc polimodal, escuela secundaria
- Australia: high school, secondary college
- Austria: Gymnasium (Ober- & Unterstufe), Hauptschule, Höhere Bundeslehranstalt (HBLA), Höhere Technische Lehranstalt (HTL)
- Azerbaijan: orta məktəb
- Bahamas, The: junior high (Lớp 7–9), senior high (Lớp 10–12)
- Belgium: lagere school/école primaire, secundair onderwijs/école secondaire, humaniora/humanités
- Bolivia: educación primaria superior (Lớp 6–8) and educación secundaria, (Lớp 9–12)
- Bosnia and Herzegovina: srednja škola (literally middle school), gimnazija (gymnasium)
- Brazil: ensino médio, segundo grau
- Brunei: mostly sekolah menengah (secondary school), a few maktab (college)
- Bulgaria: cредно образование (Lớp 8–12)
- Canada: High school, junior high hoặc middle school, secondary school, école secondaire, collegiate institute, polyvalente
- Chile: enseñanza media
- China: zhong xue (中学; literally, middle school), consisting of chu zhong (初中; 初级中学; literally low-level middle school) từ lớp 7 đến lớp 9 và gao zhong (高中; 高级中学; literally high-level middle school) Lớp 10 - 12
- Colombia: bachillerato, segunda enseñanza (literally second learning)
- Croatia: srednja škola (literally middle school), gimnazija (gymnasium)
- Cyprus: Γυμνάσιο (gymnasium), Ενιαίο Λύκειο (Lyceum)
- Czech Republic: střední škola (literally middle school), gymnázium (gymnasium), střední odborné učiliště
- Denmark: gymnasium
- Dominican Republic: nivel medio, bachillerato
- Egypt: Thanawya Amma (ثانوية عامة), (Chứng chỉ trung học công lập)
- Estonia: upper secondary school, gymnasium, Lyceum
- Finland: lukio (Finn.) gymnasium (Swed.)
- France: collège (junior), lycée (senior)
- Germany: Gymnasium, Gesamtschule, Realschule, Hauptschule, Fachoberschule
- Greece: Γυμνάσιο (3 năm), Γενικό Λύκειο (3 năm) (~1996, 2006~ hiện tại), Ενιαίο Λύκειο (3 năm), (1997~2006) (lyceum)
- Hong Kong: Secondary school (中學)
- Hungary: gimnázium (grammar school), középiskola (comprehensive school, "middle-school"), szakközépiskola (vocational secondary school, "specified middle-school")
- Iceland: framhaldsskóli (menntaskóli, iðnskóli, fjölbrautaskóli) from 11-13 Grade. You go first in 1 - 10 Grade then you change the school to Menntaskóla and take 3 years (11-13 Grade). But you can also take it 4 years.
- India: secondary school, higher secondary school
- Indonesia: sekolah menengah atas (SMA) (lit. "upper middle school"), sekolah menengah pertama (SMP) (lit. "first middle school"), sekolah menengah kejuruan (SMK) (vocational school, lit. "middle vocational school")
- Ireland: Meánscoil or Secondary School
- Iran: Madrese Rahnamaie (مدرسه راهنمایی), (public secondary certificate)
- Israel: Bet Sefer Tichon (בית ספר תיכון) (literally middle school, but in reality grades 9-12)
- Italy: scuola secondaria di primo grado (3 years) + scuola secondaria di secondo grado (5 years): Liceo, Istituto Tecnico and Istituto professionale
- Nhật Bản: chūgakkō (中学校; literally middle school), kōtōgakkō (高等学校; literally high school), chūtōkyōikugakkō (中等教育学校; Secondary School) "chūsei"
- Latvia: vidusskola (literally middle school)
- Liechtenstein: gymnasium
- Lithuania: vidurinė mokykla (literally middle school), gimnazija (gymnasium), licėjus (lyceum)
- Malaysia: secondary school or sekolah menengah, sometimes high school is used
- Malta: skola sekondarja or secondary school
- Mexico: educación secundaria y preparatoria
- Mongolia: бүрэн дунд сургууль
- Netherlands: middelbare school or voortgezet onderwijs
- New Zealand: high school, college or secondary school
- Nigeria: Secondary school, Junior or senior secondary school
- Norway: videregående skole
- Pakistan: secondary school, higher secondary school
- Paraguay: educación media
- Peru: educación secundaria or escuela secundaria
- Philippines: high school or mataas na paaralan
- Poland: liceum (grades 9–12)
- Portugal: 2º Ciclo do Ensino Básico (5th and 6th grades), 3º Ciclo do Ensino Básico (7th to 9th grades), and Ensino Secundário, Liceu (10th to 12th grades)
- Romania: gimnaziu (grades 5–8), liceu (grades 9–12)
- Russia: средняя школа (literally middle school); grades 5–9 junior middle school (compulsory), grades 10–11 senior middle school (voluntary)
- Serbia: gymnasium (4 years), professional schools (4 years), vocational schools (3 or 4 years)
- South Africa: High School or Hoërskool
- South Korea: 중고등학교(中高等學校・Chung'godŭnghakkyo), 중등교육 (Chungdŭng'gyoyuk; literally middle education), comprising 중학교 (Chunghakkyo; the Lower secondary school, years 7–9, though referred to as "middle school grades 1–3") and 고등학교 (Kodŭnghakkyo; the Upper secondary school, years 10–12, though referred to as "high school grades 1–3")
- Spain: educación secundaria, composed of two cycles: E.S.O. (Educación Secundaria Obligatoria, compulsory secondary education, 4 years, 7th to 10th grade) and bachillerato (non-compulsory secondary education, 2 years, 11th and 12th grade); formerly, primary education comprised up to the 8th grade and the secondary education was composed of two non-compulsory cycles: B.U.P. (Bachillerato Unificado Polivalente, 3 years, 9th to 11th grade) and C.O.U. (Curso de Orientación Universitaria, 1 year, 12th grade)
- Sri Lanka: junior secondary school, senior secondary school
- Sweden: gymnasium
- Switzerland: gymnasium, secondary school, collège or lycée
- Taiwan: Junior High School (國民中學), Senior High School (高級中學), Vocational High School (高級職業中學), Military School (軍校), and Complete High School (完全中學).
- Thailand: matthayommasueksa (มัธยมศึกษา; lit. "Secondary education")
- Trinidad and Tobago: Secondary School, Forms 1 to 5 (5 years) or Forms 1-6 (7 years)
- Turkey: Lise
- Ukraine: середня школа (literally middle school); grades 5–9 junior middle school (compulsory), grades 10–12 senior middle school (voluntary)
- United Kingdom: Secondary School (tương đương với High School)
- United States: High school (North America) (usually grades 9–12 but sometimes 10–12, it is also called senior high school) is always considered secondary education; junior high school or intermediate school or middle school (6–8, 7–8, 6–9, 7–9, or other variations) are sometimes considered secondary education.
- Uruguay: Liceo hoặc Secundaria (3 năm giáo dục bắt buộc: Ciclo Básico; và 3 năm chuyên môn: Bachillerato Diversificado, into: Humanities (Law or Economics), Biology (Medicine or Agronomy), Science (Engineering or Architecture), and Art
- Venezuela: bachillerato
- Việt Nam: Trung học cơ sở (THCS, "basic middle school", tương đương junior high school ở Mỹ.); trung học phổ thông (THPT, "general middle school", tương đương senior high school ở Mỹ)